# Vážany u Uherského Hradiště
Vážany (deutsch Wazan, auch Waschan) ist eine Gemeinde in Tschechien. Sie liegt zwölf Kilometer westlich von Uherské Hradiště und gehört zum Okres Uherské Hradiště. 

## Geographie
Vážany befindet sich in den südlichen Ausläufern des Marsgebirges in der Mährischen Slowakei. Das Dorf liegt am Rande des Hügel Rovnina (357 m). Nach Osten und Westen befinden sich ausgedehnte Weinberge.
Nachbarorte sind Stříbrnice im Norden, Tučapy im Nordosten, Polešovice im Osten, Moravský Písek im Südosten, Ořechov im Südwesten, Újezdec im Westen sowie Medlovice im Nordwesten.

## Geschichte
Der Ort entstand wahrscheinlich um 1050. Sein Name soll sich davon ableiten, dass die ersten Einwohner vom Váh kamen.
Die erste urkundliche Erwähnung von Wasan erfolgte im Jahre 1220.
Zwischen dem 17. und 19. Jahrhundert fielen mehrfach fremde Truppen in das Dorf ein. Zwischen 1604 und 1605 waren es die ungarischen Aufständischen unter Stephan Bocskai. Während des Dreißigjährigen Krieges besetzten die Schweden 1643 Wazan. 1663 erfolgte ein Einfall der Tataren und 1683 der Kuruzen.  Während des ungarischen Aufstandes von Franz II. Rákóczi blieb das Dorf von den Aufständischen nicht verschont.
Nach der Aufhebung der Patrimonialherrschaften entstand 1848 die politische Gemeinde Vážany im Bezirk Ungarisch Hradisch. 1866 kamen preußische Truppen nach Wazan und schleppten die Cholera ein, an der elf Einwohner verstarben.
Seit 2001 führt die Gemeinde ein Wappen und Banner. Vážany gehört zu den mährischen Weinbauorten. In dem Dorf werden slowakische Bräuche und Trachten gepflegt. Vážany liegt am Mährischen Weinsteig und am Bisenzer Weinsteig.

## Gemeindegliederung
Für die Gemeinde Vážany sind keine Ortsteile ausgewiesen. 

## Sehenswürdigkeiten
- neogotische Kapelle St. Josef, am Dorfplatz
- Gedenkkapelle für die Opfer beider Weltkriege, nördlich des Ortes auf der Loučka, errichtet 1945

## Söhne und Töchter der Gemeinde
- Josef Řepa (1909–1978), Musiker, Kapellmeister, Pädagoge und Komponist